# Corydoras acutus
Corydoras acutus, tên thường gọi là cá chuột vây đen, là một loài cá da trơn nước ngọt nhiệt đới thuộc chi Corydoras trong họ Callichthyidae. Loài này được tìm thấy ở lưu vực sông Amazon thuộc quốc gia Ecuador và miền bắc Peru; lưu vực sông Machado, bang Rondônia của Brazil.
C. acutus được mô tả lần đầu bởi Edward Drinker Cope vào năm 1872.

## Tên gọi
Tên của loài này, acutus, trong tiếng Latin có nghĩa là "nhọn", ám chỉ đến phần mỏ nhọn của C. acutus.

## Mô tả
C. acutus trưởng thành dài khoảng 5 – 7 cm. Chúng thường sống ở tầng đáy của các sông hồ, thích hợp với môi trường nước có độ pH từ 6,0 đến 8,0, độ cứng của nước khoảng 2 - 25 dGH và nhiệt độ khoảng từ 25 đến 28 °C. Thức ăn chủ yếu của C. acutus là giun, côn trùng, động vật giáp xác và rong rêu. C. acutus đẻ trứng trong những thảm thực vật dày nhưng không bảo vệ trứng.
Ở C. acutus, cá mái sẽ lớn hơn và phát triển hơn cá đực, điều này rất dễ nhận thấy. Cá đực thường có vây tròn hơn khi trưởng thành.

## Sinh sản
Tới mùa sinh sản, cá mái giữ 2 - 4 quả trứng giữa vây bụng của nó, cá đực sẽ thụ tinh trong khoảng 30 giây. Sau đó, cá mái sẽ bơi đến một nơi thích hợp, nơi nó sẽ gắn những quả trứng rất dính lên bề mặt. Các cặp cá sẽ lặp lại quá trình này cho đến khi khoảng 100 quả trứng đã được thụ tinh.

## Cá cảnh
C. acutus có tầm quan trọng trong ngành thương mại cá cảnh. Một điều cần lưu ý là tránh sử dụng đá dăm (sắc nhọn) để làm đáy hồ, vì sẽ gây nguy hiểm cho cá khi chúng đào hang.